# Claude Nougaro
Claude Nougaro  (Toulouse, 9 de Setembro de 1929 — Paris, 4 de Março de 2004) foi um cantor francês.
Iniciou a sua carreira profissional como compositor e, a partir de 1962, passou a interpretar as suas próprias canções. No início da década de 1970, realizou uma série de recitais em Paris que o tornaram muito popular. Foi um dos cantores mais apreciados em França.

## Êxitos
Entre os seus sucessos comerciais destacam-se:
- Une petite fille
- Le cinéma
- Dansez sur moi
- Tu verras

## Discografia

### Estúdio
- 1958 : Claude Nougaro
- 1962 : Claude Nougaro
- 1964 : Claude Nougaro n°2
- 1966 : Bidonville
- 1967 : Petit taureau
- 1971 : Sœur âme
- 1973 : Locomotive d'or
- 1974 : Récréation
- 1975 : Femmes et famines
- 1976 : Plume d'ange
- 1978 : Tu verras
- 1980 : Assez !
- 1981 : Chansons nettes
- 1983 : Ami-chemin
- 1985 : Bleu blanc blues
- 1987 : Nougayork
- 1989 : Pacifique
- 1993 : Chansongs
- 1997 : L'Enfant phare
- 2000 : Embarquement immédiat

### Ao Vivo
- 1969 : Une soirée avec Claude Nougaro (L'Olympia, 2LP)
- 1977 : Nougaro 77 (L'Olympia, 2LP)
- 1979 : Nougaro 79
- 1982 : Au New Morning
- 1989 : Zénith made in Nougaro
- 1991 : Une voix dix doigts (2CD)
- 1995 : The best de scène (2CD)
- 1999 : Hombre et lumière (recorded in Toulouse, 2CD)
- 2002 : Au Théâtre des Champs-Elysées (2CD)